# Teoria dello spazio di lavoro globale
La teoria dello spazio di lavoro globale (in inglese global workspace theory, il cui acronimo è GWT) è un modello generale entro il quale si tenta di spiegare il funzionamento della coscienza, proposto dagli scienziati cognitivi Bernard Baars e Stan Franklin alla fine degli anni 1980. È stato sviluppato per tener conto, in modo qualitativo, di un ampio insieme di coppie corrispondenti di processi consci e inconsci.
Per tale modello, Bernard Baars ha tratto ispirazione dall'architettura a lavagna usata in alcuni sistemi di intelligenza artificiale, in cui programmi indipendenti condividevano le informazioni.
La teoria dello spazio di lavoro globale è una delle principali teorie per spiegare il funzionamento della coscienza, insieme alla rivale teoria dell'informazione integrata.

## Il modello
Il modello GWT paragona la mente a un teatro, dove il pensiero cosciente è ciò che viene lluminato sul palco principale. Il cervello contiene molti processi o moduli specializzati che operano in parallelo, molti dei quali sono inconsci. L’attenzione agisce come un riflettore, portando parte di questa attività inconscia alla consapevolezza cosciente nello spazio di lavoro globale. Lo spazio di lavoro globale è un hub funzionale di trasmissione e integrazione che consente la diffusione delle informazioni tra i moduli. Come tale può essere classificata come una teoria funzionalista della coscienza.
Il modello assomiglia al concetto di memoria di lavoro, una memoria temporanea che, in questo caso, corrisponde a un evento "momentaneamente attivo, sperimentato soggettivamente".
Tale memoria è fugace, della durata di pochi secondi (molto più breve dei 10-30 secondi della memoria di lavoro classica). I processi individuali e affini competono per l’accesso allo spazio di lavoro globale, sforzandosi di diffondere i propri messaggi a tutti gli altri processi, nel tentativo di reclutare più risorse e quindi aumentare la probabilità di raggiungere i propri obiettivi. Gli stimoli in arrivo devono essere immagazzinati temporaneamente per poter competere per l'attenzione e l'accesso cosciente. Kouider e Dehaene hanno previsto l'esistenza di un buffer di memoria sensoriale che mantiene gli stimoli per "alcune centinaia di millisecondi". Ricerche recenti offrono prove preliminari di tale memoria buffer e indicano un decadimento graduale ma rapido, con l'estrazione di informazioni significative gravemente compromessa dopo 300 ms e la maggior parte dei dati completamente persi dopo 700 ms.
Il neurobiologo Bernard Baars suggerisce che lo spazio di lavoro globale "è strettamente correlato all'esperienza cosciente, sebbene non identico ad essa". Gli eventi coscienti possono implicare condizioni più necessarie, come l'interazione con un sistema del "sé" e un interprete esecutivo nel cervello, come suggerito da numerosi autori tra cui Michael S. Gazzaniga.
Tuttavia, il modello GWT può spiegare con successo una serie di caratteristiche della coscienza, come il suo ruolo nella gestione di situazioni nuove, la sua capacità limitata, la sua natura sequenziale e la sua capacità di innescare una vasta gamma di processi cerebrali inconsci. Inoltre, il modello GWT si presta bene alla modellazione computazionale, come nel caso del modello IDA di Stan Franklin e altri.
il modello GWT specifica anche i sistemi contestuali "dietro le quinte", che modellano i contenuti consci senza mai diventare coscienti, come il flusso corticale dorsale del sistema visivo. Questo approccio architettonico porta a ipotesi neurali specifiche. Eventi sensoriali in modalità diverse possono competere tra loro per la coscienza se i loro contenuti sono incompatibili. Ad esempio, la traccia audio e video di un film entreranno in competizione anziché fondersi se le due tracce non sono sincronizzate per più di 100 ms circa. Il dominio temporale di 100 ms corrisponde strettamente alla nota fisiologia cerebrale della coscienza, compresi i ritmi cerebrali nel dominio alfa-theta-gamma e i potenziali legati agli eventi nel dominio 200-300 ms.
Tuttavia, gran parte di questa ricerca si basa su studi sul priming inconscio e studi recenti mostrano che molti dei metodi utilizzati per il priming inconscio sono difettosi.

## Spazio di lavoro globale neuronale
Stanislas Dehaene ha esteso lo spazio di lavoro globale con la "valanga neuronale" che mostra come le informazioni sensoriali vengono selezionate per essere trasmesse attraverso la corteccia. Molte regioni del cervello, la corteccia prefrontale, il lobo temporale anteriore, il lobo parietale inferiore e il precuneo, inviano e ricevono numerose proiezioni da e verso un'ampia varietà di regioni cerebrali distanti, consentendo ai neuroni presenti di integrare informazioni nello spazio e nel tempo. Più moduli sensoriali possono quindi convergere su un'unica interpretazione coerente, ad esempio, "un'auto sportiva rossa che sfreccia". Questa interpretazione globale viene trasmessa allo spazio di lavoro globale creando le condizioni per l’emergere di un unico stato di coscienza, allo stesso tempo differenziato e integrato.
In alternativa, la teoria della practopoiesi suggerisce che lo spazio di lavoro globale viene raggiunto nel cervello principalmente attraverso meccanismi di adattamento rapido delle cellule nervose. Secondo questa teoria, la connettività non ha molta importanza. Fondamentale è piuttosto il fatto che i neuroni possano adattarsi rapidamente al contesto sensoriale in cui operano. In particolare, per realizzare uno spazio di lavoro globale, la teoria presuppone che questi meccanismi adattivi rapidi abbiano la capacità di apprendere quando e come adattarsi.

## Critiche
J.W. Dalton ha criticato la teoria dello spazio di lavoro globale sulla base del fatto che fornisce, nella migliore delle ipotesi, una spiegazione della funzione cognitiva della coscienza, e non riesce nemmeno ad affrontare il problema più profondo della sua natura, di cosa sia la coscienza e di come qualsiasi processo mentale tutto ciò che può essere cosciente: il difficile problema della coscienza. A.C. Elitzur ha sostenuto, tuttavia, "Sebbene questa ipotesi non affronti il 'problema difficile', vale a dire la natura stessa della coscienza, essa vincola qualsiasi teoria che tenti di farlo e fornisce importanti intuizioni sulla relazione tra coscienza e cognizione", tanto quanto qualsiasi teoria della coscienza è vincolata dalle limitazioni naturali della percezione del cervello.
Un nuovo lavoro di Richard Robinson si mostra promettente nello stabilire le funzioni cerebrali coinvolte in questo modello e può aiutare a far luce su come comprendiamo segni o simboli e a fare riferimento a questi ai nostri registri semiotici.